# 小行星3597
小行星3597（英語：3597 Kakkuri）是一颗围绕太阳公转的小行星。1941年10月15日，利斯·奧特瑪在图尔库发现了此天体。
这颗小行星的绝对星等为298.8966026918848等。